# Solliès-Toucas
Solliès-Toucas là một xã thuộc tỉnh Var trong vùng Provence-Alpes-Côte d'Azur, Pháp. Xã này có diện tích 30,09 km², dân số năm 2006 là 4907 người. Xã này nằm ở khu vực có độ cao trung bình 106 mét trên mực nước biển. Danh xưng dân địa phương trong tiếng Pháp là Toucassins và Toucassines.

## Biến động dân số
| Năm | 1962  | 1968  | 1975  | 1982  | 1990  | 1999  | 2006  |
| --- | ----- | ----- | ----- | ----- | ----- | ----- | ----- |
| Dân số | 1 243 | 1 287 | 1 549 | 2 098 | 3 439 | 4 397 | 4 907 |
| From the year 1962 on: No double counting—residents of multiple communes (e.g. students and military personnel) are counted only once. |       |       |       |       |       |       |       |